# Ulla Liljenberg-Hedman
Ulla Liljenberg-Hedman, född 22 juli 1919 i Alingsås, död 1 april 1998 i Bergs församling i Jämtlands län, var en svensk målare.
Hon var dotter till läkaren Gustav Liljenberg och Maja Regina Hellqvist. Hon bedrev under flera år konststudier för sin man John Hedman. Tillsammans med sin man ställde hon ut i Sollefteå 1951 och hon hade även separatutställningar några gånger i Östersund. Hon medverkade i samlingsutställningar med Östersunds konstförening. Hennes konst har ofta ett surrealistiskt innehåll med livlig fantasi. 